# 11 maja
11 maja jest 131. (w latach przestępnych 132.) dniem w kalendarzu gregoriańskim. Do końca roku pozostaje 234 dni.

## Święta
- Imieniny obchodzą: Adalbert, Albert, Alojzy, Antym, Benedykt, Berta, Fabiusz, Filip, Franciszek, Gwalbert, Ignacy, Lutogniew, Majol, Majola, Maksym, Mamert, Mamerta, Miranda, Stella, Syzyniusz, Tadea, Tadeusz, Walbert, Waldebert i Zuzanna.
- Polska – Dzień bez Śmiecenia (z inicjatywy młodzieży na spotkaniu Europejskiego Eko-Parlamentu Młodzieży, EYEP)[1]
- Żory – Święto Ogniowe
- Wspomnienia i święta w Kościele katolickim[2][3] obchodzą:
  - św. Antym (męczennik)
  - św. Gengulf (męczennik)
  - św. Majol z Cluny (benedyktyn)
  - bł. Maria Paschalis Jahn i dziewięć Towarzyszek ze Zgromadzenia Sióstr św. Elżbiety
  - św. Franciszek de Hieronimo (jezuita)
  - św. Ignacy z Lakoni (brat zakonny)
  - św. Mamert (biskup)
  - święci: Walbert i Bertylla
  - bł. Zefiryn Namuncurá (salezjanin)

## Wydarzenia w Polsce
- 1573 – We wsi Kamień pod Warszawą, w pierwszej w Polsce wolnej elekcji został wybrany na króla Polski Henryk Walezy.
- 1702 – Pożar strawił doszczętnie drewnianą zabudowę miasta Żory.
- 1762 – Wojna siedmioletnia: po dwuletniej okupacji austriackiej Racibórz powrócił pod administrację pruską.
- 1830 – Julian Ursyn Niemcewicz odsłonił pomnik Mikołaja Kopernika w Warszawie.
- 1855 – Eustachy Tyszkiewicz założył Muzeum Starożytności w Wilnie.
- 1863 – Powstanie styczniowe: oddział Antoniego Jeziorańskiego został rozbity w bitwie pod Hutą Krzeszowską.
- 1911 – Założono Towarzystwo Opieki nad Ociemniałymi.
- 1919:
  - Na zjeździe spółdzielni robotniczych w Warszawie powołano Związek Robotniczych Stowarzyszeń Spółdzielczych.
  - Założono Krakowską Szkołę Pilotów.
- 1924 – Założono Polski Związek Żeglarski z siedzibą w Tczewie.
- 1930 – Odbyły się wybory do Sejmu Śląskiego II kadencji.
- 1936 – Wybudowany we włoskiej stoczni transatlantyk „Batory” przypłynął do Gdyni.
- 1942 – Około 120 Żydów zostało zastrzelonych przez trzech Niemców w getcie w Józefowie (powiat biłgorajski) i pobliskim kamieniołomie.
- 1943 – Niemiecka żandarmeria i policja pomocnicza spacyfikowały Skałkę Polską na Kielecczyźnie, mordując 93 osoby.
- 1945 – PLL LOT wznowiły loty zagraniczne.
- 1955 – 58 osób (w tym 38 dzieci) zginęło, a 20 zostało rannych w pożarze kina w Wielopolu Skrzyńskim na Podkarpaciu.
- 1958 – W Parku Łazienkowskim w Warszawie odsłonięto zrekonstruowany po zniszczeniu w czasie wojny pomnik Fryderyka Chopina.
- 1961 – Premiera filmu wojennego Ludzie z pociągu w reżyserii Kazimierza Kutza.
- 1971 – Spłonął dach bazyliki archikatedralnej św. Stanisława Kostki w Łodzi.
- 1972 – Zakończyło się dwudniowe V Plenum KC PZPR, którego głównym tematem była polityka mieszkaniowa. Z przemówienia Edwarda Gierka: „Idzie o wielką sprawę – o to, aby w okresie życia jednego pokolenia zbudować drugą Polskę”.
- 1995 – Premiera filmu sensacyjnego Młode wilki w reżyserii Jarosława Żamojdy.
- 2001 – Oddano do użytku stacje metra warszawskiego Świętokrzyska i Ratusz (obecnie Ratusz Arsenał).
- 2005 – Trybunał Konstytucyjny uznał Traktat akcesyjny za zgodny z Konstytucją RP.
- 2007 – Trybunał Konstytucyjny orzekł o częściowej niekonstytucyjności ustawy lustracyjnej.
- 2019 – W serwisie YouTube odbyła się premiera filmu dokumentalnego Tylko nie mów nikomu w reżyserii Tomasza Sekielskiego[4].

## Wydarzenia na świecie

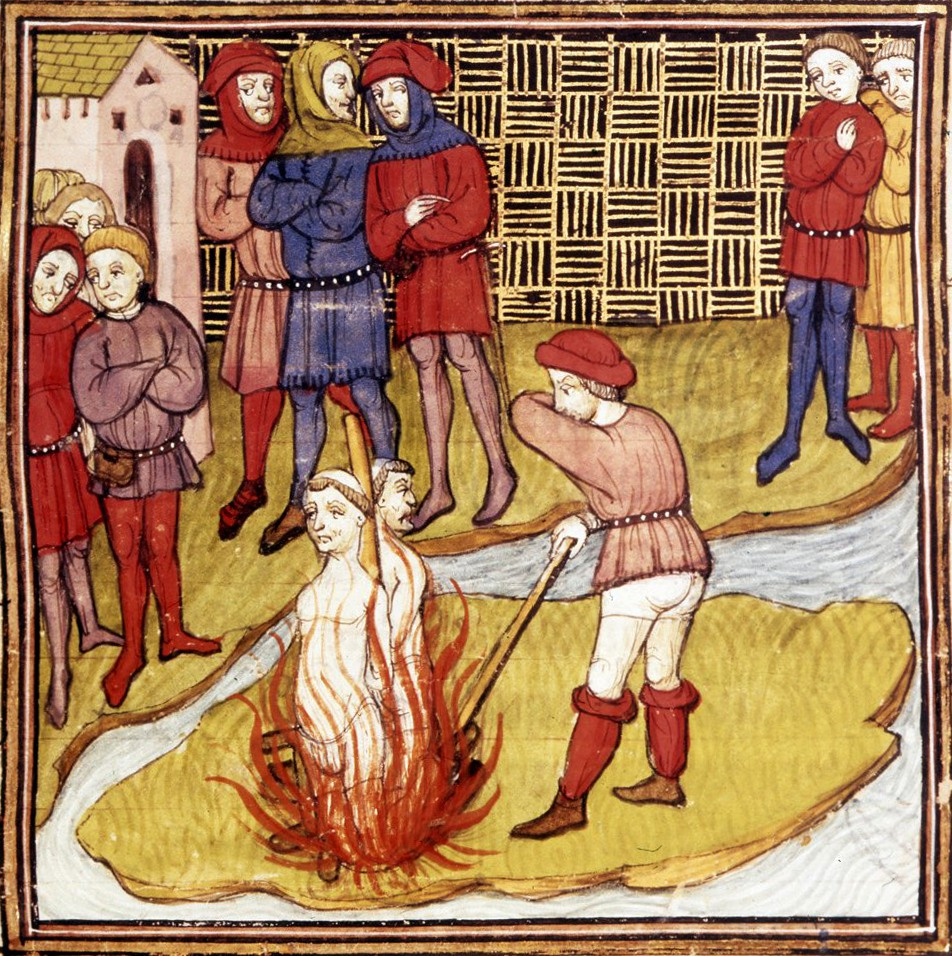
Płonący na stosie templariusze – rycina z XIV wieku

- 330 – Odbyła się uroczysta inauguracja Konstantynopola jako nowej stolicy Cesarstwa Rzymskiego.
- 912 – Aleksander został cesarzem bizantyńskim.
- 1189 – Cesarz rzymski Fryderyk I Barbarossa wyruszył z Ratyzbony na III wyprawę krzyżową.
- 1222 – Doszło do silnego trzęsienie ziemi na Cyprze, które pochłonęło tysiące ofiar.
- 1258 – Król Francji Ludwik IX Święty i król Aragonii Jakub I Zdobywca zawarli układ z Corbeil.
- 1284 – Jan I został koronowany w Nikozji na króla Cypru i Jerozolimy.
- 1310 – We Francji zostało spalonych na stosie za herezję 54 templariuszy.
- 1484 – Zwycięstwo wojsk węgierskich nad austriackimi w bitwie pod Leitzersdorfem.
- 1570 – Alvise Mocenigo został dożą Wenecji.
- 1579 – W Heidelbergu książę Karol Sudermański (przyszły król Szwecji Karol IX Waza) poślubił swą pierwszą żonę Annę Marię Wittelsbach.
- 1608 – II Dymitriada: armia carska pod dowództwem księcia Dymitra Szujskiego poniosła klęskę bitwie pod Bołochowem w starciu z wojskami Dymitra Samozwańca II.
- 1647 – Do Nowego Amsterdamu (obecnie Nowy Jork) przybył nowo mianowany dyrektor generalny Nowej Holandii Peter Stuyvesant, który zastąpił odwołanego za brutalne rządy Willema Kiefta.
- 1655 – Admirał William Penn zajął Jamajkę, która przeszła z rąk hiszpańskich pod władanie Anglii.
- 1670 – Odbyła się koronacja papieża Klemensa X.
- 1689 – Wojna Francji z Ligą Augsburską: zwycięstwo Francuzów w bitwie morskiej w zatoce Bantry.
- 1745:
  - Wojna króla Jerzego: milicja z Nowej Anglii i flota angielska rozpoczęły oblężenie francuskiej twierdzy Louisbourg w Nowej Szkocji.
  - Wojna o sukcesję austriacką: zwycięstwo wojsk francuskich nad austriacko-angielsko-holenderskimi w bitwie pod Fontenoy.
- 1792 – Kapitan Robert Gray odkrył ujście rzeki Kolumbia do Pacyfiku w Oregonie.
- 1812 – Kupiec John Bellingham zastrzelił premiera Wielkiej Brytanii Spencera Percevala.
- 1818 – Karol XIV Jan został koronowany na króla Szwecji.
- 1820 – Zwodowano brytyjski okręt HMS „Beagle”, znany z wyprawy badawczej z udziałem m.in. Karola Darwina.
- 1824 – I wojna brytyjsko-birmańska: wojska brytyjskie zaatakowały Rangun.
- 1846:
  - Prezydent USA James Polk przedstawił w Kongresie akt wypowiedzenia wojny Meksykowi.
  - Założono Uniwersytet Stanu Nowy Jork w Buffalo.
- 1850 – Włoski astronom Annibale de Gasparis odkrył planetoidę (11) Parthenope.
- 1854 – Papież Pius IX beatyfikował czterdziestu męczenników z Brazylii.
- 1858 – Minnesota jako 32. stan dołączyła do Unii.
- 1860 – Giuseppe Garibaldi wraz z ponad tysiącem ochotników wylądował na Sycylii, aby wesprzeć powstanie przeciw Burbonom.
- 1862 – Wojna secesyjna: został samozatopiony okręt pancerny Konfederatów CSS „Virginia”.
- 1864 – Wojna secesyjna: zwycięstwo wojsk Unii w bitwie pod Yellow Tavern.
- 1867:
  - Luksemburg uzyskał pełną niepodległość (od Holandii).
  - Poświęcono cerkiew „Sweta Nedelja” w Sofii.
- 1873 – Sejm Królestwa Prus wydał ustawy majowe dotyczące kształcenia duchownych i egzaminu państwowego.
- 1878 – Na ulicy Unter den Linden w Berlinie anarchista Max Hödel oddał niecelne strzały z rewolweru w kierunku karocy, którą jechali cesarz Wilhelm I Hohenzollern i jego córka Ludwika Maria.
- 1883 – Francuski astronom Alphonse Borrelly odkrył planetoidę (233) Asterope.
- 1891 – Podczas wizyty w Japonii przyszły car Rosji Mikołaj II Romanow został zaatakowany i ciężko zraniony w głowę szablą przez miejscowego policjanta.
- 1893 – José Mariano Jiménez Wald został po raz drugi premierem Peru.
- 1904 – Amerykański astronom George Peters odkrył planetoidę (536) Merapi.
- 1907 – W Kijowie powstało Ukraińskie Towarzystwo Naukowe.
- 1910 – Prezydent USA William Taft odsłonił pomnik Tadeusza Kościuszki w Waszyngtonie.
- 1911:
  - Utworzono Park Narodowy Glacier w stanie Montana.
  - Założono islandzki klub piłkarski Valur Reykjavík.
- 1918:
  - I wojna światowa: kapitulacja II Brygady Legionów Polskich przed wojskami niemieckimi w bitwie pod Kaniowem na Ukrainie.
  - I wojna światowa: na Morzu Śródziemnym niemiecki okręt podwodny SM UC-52 zatopił włoski transportowiec SS „Verona” (880 ofiar), a okręt podwodny SM UC-54 francuski transportowiec SS „Sant Anna” (605 ofiar).
  - Utworzono Republikę Górską Północnego Kaukazu.
- 1919 – Utworzono Besarabską Socjalistyczną Republikę Radziecką.
- 1926 – Rozpoczął się lot na biegun północny sterowca „Norge” z Roaldem Amundsenem i Umberto Nobile na pokładzie.
- 1931:
  - Premiera niemieckiego filmu sensacyjnego M – Morderca w reżyserii Fritza Langa.
  - Wielki kryzys: austriacki Creditanstalt ogłosił upadłość, jednak przetrwał dzięki pomocy Austriackiego Banku Narodowego i rodziny Rothschildów.
- 1932 – Założono urugwajski klub piłkarski River Plate Montevideo.
- 1933 – Su’ud ibn Abd al-Aziz Al Su’ud został mianowany księciem koronnym Arabii Saudyjskiej.
- 1936 – Premiera amerykańskiego horroru Córka Draculi w reżyserii Lamberta Hillyera.
- 1937 – Premiera amerykańskiego filmu przygodowego Bohaterowie morza w reżyserii Victora Fleminga
- 1939 – Radziecko-japońskie walki graniczne: rozpoczęła się bitwa nad Chałchin-Goł.
- 1940 – Kampania belgijska: zwycięstwo Niemców w bitwie o Fort Eben-Emael.
- 1941 – Chorwaccy ustasze uprowadzili 373 serbskich mieszkańców chorwackiej miejscowości Glina i zamordowali ich w sąsiedniej wsi.
- 1943 – Wojna na Pacyfiku: wojska amerykańskie przeprowadziły desant na okupowaną przez Japończyków wyspę Attu na Aleutach.
- 1944:
  - Kampania włoska: rozpoczęło się czwarte, ostateczne natarcie podczas bitwy o Monte Cassino.
  - Władze ZSRR podjęły decyzję o wysiedleniu Tatarów krymskich do Uzbekistanu.
- 1945 – Zakończyła się operacja praska.
- 1947 – Na torze wyścigowym we włoskiej Piacenzy zadebiutowało Ferrari 125 S.
- 1949:
  - Izrael został członkiem ONZ.
  - Syjam został przemianowany na Tajlandię.
- 1953 – 114 osób zginęło po przejściu tornada nad Waco w Teksasie.
- 1955:
  - Giovanni Gronchi został prezydentem Włoch.
  - W wyniku zatonięcia po kolizji z inną jednostką na Morzu Wewnętrznym w Japonii zatonął prom kolejowy „Shiun Maru”, w wyniku czego zginęło 168 osób.
- 1960:
  - Nazistowski zbrodniarz wojenny Adolf Eichmann został porwany przez Mosad w Argentynie i wywieziony do Izraela.
  - Zwodowano transatlantyk SS „France”.
- 1961 – Zlikwidowano komunikację tramwajową w Kiszyniowie.
- 1962:
  - Antonio Segni został prezydentem Włoch.
  - Rozpoczęło działalność Radio Białoruś emitujące audycje dla zagranicy.
- 1967:
  - Ekonomista i polityk socjalistyczny Andreas Papandreu został uwięziony przez grecką juntę czarnych pułkowników.
  - Wielka Brytania złożyła wniosek o przyjęcie do Wspólnot Europejskich.
- 1973 – 63 osoby zginęły w katastrofie należącego do Aerofłotu samolotu Ił-18 koło Semipałatyńska (obecnie Semej) w Kazachstanie.
- 1974 – W trzęsieniu ziemi w chińskich prowincjach Junnan i Syczuan zginęły 1423 osoby, a około 1600 zostało rannych.
- 1977 – Powstała Europejska Federacja Trójboju Siłowego (EPF).
- 1979 – Tosiwo Nakayama został pierwszym prezydentem Sfederowanych Stanów Mikronezji.
- 1980 – Władysław Kozakiewicz ustanowił w Mediolanie rekord świata w skoku o tyczce (5,72 m).
- 1981 – Na londyńskim West Endzie odbyła się premiera musicalu Koty Andrew Lloyda Webbera.
- 1983 – Odbył się „dzień narodowego protestu” w Chile, będący pokojową demonstracją przeciw reżimowi wojskowemu gen. Pinocheta i na rzecz swobód obywatelskich.
- 1985:
  - Otwarto Stadion Ludwika II w Monako.
  - W pożarze drewnianych trybun stadionu piłkarskiego w angielskim Bradford zginęło 56 osób, a ponad 300 odniosło obrażenia.
- 1987 – Przed sądem w Lyonie stanął zbrodniarz nazistowski Klaus Barbie.
- 1990 – Podczas spotkania przywódców trzech krajów bałtyckich w Tallinnie podjęto decyzję o reaktywacji Rady Bałtyckiej.
- 1993:
  - Jan Paweł II otworzył proces beatyfikacyjny papieża Pawła VI.
  - W wyniku pożaru w fabryce na przedmieściach Bangkoku śmierć poniosło 240 pracowników.
- 1996 – 110 osób zginęło w katastrofie samolotu DC-9, który rozbił się na bagnach Everglades na Florydzie.
- 1997 – Rosjanin Garri Kasparow przegrał mecz szachowy z superkomputerem IBM Deep Blue.
- 1998 – Po raz pierwszy od maja 1974 roku Indie przeprowadziły trzy próbne wybuchy jądrowe.
- 2000 – Populacja Indii przekroczyła miliard.
- 2001 – Uruchomiono Wikipedię chińskojęzyczną[5].
- 2005 – Parlamenty Austrii i Słowacji ratyfikowały Traktat ustanawiający Konstytucję dla Europy.
- 2007 – Czarnogóra została 47. członkiem Rady Europy.
- 2008 – Sudan zerwał stosunki dyplomatyczne z Czadem.
- 2009:
  - Podejrzany o zbrodnie wojenne 89-letni Ukrainiec Iwan Demianiuk został zatrzymany w swym domu w Cleveland i niezwłocznie deportowany do Niemiec.
  - Rozpoczęła się misja STS-125 wahadłowca Atlantis.
- 2010 – David Cameron został premierem Wielkiej Brytanii.
- 2011 – 9 osób zginęło, a 293 zostały ranne w trzęsieniu ziemi w hiszpańskim mieście Lorca.
- 2012 – Manuel Serifo Nhamadjo został p.o. prezydenta Gwinei Bissau.
- 2013 – 52 osoby zginęły, a 140 zostało rannych w wyniku eksplozji dwóch samochodów-pułapek w leżącym przy granicy syryjskiej tureckim mieście Reyhanlı.
- 2014:
  - Odbyły się referenda niepodległościowe w obwodzie ługańskim i donieckim (nieuznane przez władze ukraińskie).
  - Ubiegająca się o reelekcję Dalia Grybauskaitė i Zigmantas Balčytis przeszli do II tury wyborów prezydenckich na Litwie.
- 2015:
  - Peter Christian został prezydentem Mikronezji.
  - W Wielkiej Brytanii rozpoczął urzędowanie drugi gabinet Davida Camerona.
- 2017 – Hubert Minnis został premierem Bahamów.
- 2021 – 9 osób zginęło, a 21 zostało rannych w strzelaninie w gimnazjum w rosyjskim Kazaniu, dokonanej przez byłego ucznia szkoły 19-letniego Ilnaza Galawijewa, który został aresztowany.

## Zdarzenia astronomiczne
- 1983 – Kometa IRAS-Araki-Alcock minęła Ziemię w odległości 4,67 mln km (najbliżej od roku 1770).
- 1984 – Z powierzchni Marsa był widoczny dla hipotetycznego obserwatora tranzyt Ziemi i Księżyca na tle tarczy słonecznej.

## Urodzili się
- 483 – Justynian I Wielki, cesarz bizantyński, święty Kościoła prawosławnego (zm. 565)
- 1366 – Anna Czeska, królowa Anglii (zm. 1394)
- 1414 – Franciszek I, książę Bretanii (zm. 1450)
- 1456 – Giovanni Cristoforo Romano, włoski rzeźbiarz, medalier (zm. 1512)
- 1594 – Charlotta Małgorzata de Montmorency, francuska arystokratka (zm. 1650)
- 1625 – Elżbieta Maria Podiebrad, księżna oleśnicka (zm. 1686)
- 1638 – Guy-Crescent Fagon, francuski lekarz, botanik (zm. 1718)
- 1680 – Ignaz Kögler, niemiecki jezuita, misjonarz, uczony (zm. 1746)
- 1695 – Aleksander Jakub Lubomirski, polski generał, polityk (zm. 1772)
- 1698 – Pierre Contant d'Ivry, francuski architekt (zm. 1777)
- 1715:
  - Johann Gottfried Bernhard Bach, niemiecki organista, syn Johanna Sebastiana (zm. 1739)
  - Ignazio Fiorillo, włoski kompozytor (zm. 1787)
- 1720 – Hieronymus Carl Friedrich von Münchhausen, niemiecki arystokrata, oficer w służbie rosyjskiej, blagier, fantasta (zm. 1797)
- 1722 – Petrus Camper, holenderski lekarz, anatom, przyrodnik (zm. 1789)
- 1728 – Pierre Gaviniès, francuski skrzypek, kompozytor (zm. 1800)
- 1733 – Wiktoria Ludwika Burbon, francuska księżniczka (zm. 1799)
- 1749 – George Cholmondeley, brytyjski arystokrata, polityk, dyplomata (zm. 1827)
- 1751 – Ralph Earl, amerykański malarz (zm. 1801)
- 1752 – Johann Friedrich Blumenbach, niemiecki antropolog (zm. 1840)
- 1765 – Johann Georg Lehmann, niemiecki geodeta, kartograf (zm. 1811)
- 1771 – Laskarina Bubulina, grecka bohaterka narodowa (zm. 1825)
- 1788 – Józef Kamiński, polski generał, uczestnik powstania listopadowego (zm. 1839)
- 1791 – Jan Václav Voříšek, czeski kompozytor, pianista (zm. 1825)
- 1799 – George Grey, brytyjski polityk (zm. 1882)
- 1800 – Jan Wiernikowski, polski językoznawca, nauczyciel (zm. 1877)
- 1801 – Henri Labrouste, francuski architekt (zm. 1875)
- 1802 – Giuseppe Andrea Bizzarri, włoski kardynał (zm. 1877)
- 1805 – Józef Oziębłowski, polski litograf (zm. 1878)
- 1811 – Chang i Eng Bunker, syjamscy bliźniacy zrośnięci klatkami piersiowymi (zm. 1874)
- 1815:
  - Richard Ansdell, brytyjski malarz (zm. 1885)
  - Granville Leveson-Gower, brytyjski arystokrata, polityk (zm. 1891)
- 1823 – Alfred Stevens, belgijski malarz (zm. 1906)
- 1824 – Jean-Léon Gérôme, francuski malarz, rzeźbiarz (zm. 1904)
- 1827 – Jean-Baptiste Carpeaux, francuski rzeźbiarz (zm. 1875)
- 1835:
  - William Edwardes, brytyjski arystokrata, polityk (zm. 1896)
  - Franz Pieler, niemiecki przedsiębiorca górniczy (zm. 1910)
- 1839 – Shinpachi Nagakura, japoński samuraj (zm. 1915)
- 1842 – Theodor Petrina, austriacki internista, wykładowca akademicki (zm. 1928)
- 1848 – Wilhelm Windelband, niemiecki filozof, wykładowca akademicki (zm. 1915)
- 1852 – Charles Warren Fairbanks, amerykański polityk, wiceprezydent USA (zm. 1918)
- 1853 – Benedetto Lorenzelli, włoski kardynał, wysoki urzędnik Kurii Rzymskiej, nuncjusz apostolski (zm. 1915)
- 1854 – Ottmar Mergenthaler, amerykański wynalazca pochodzenia niemieckiego (zm. 1899)
- 1855:
  - Anatolij Ladow, rosyjski kompozytor (zm. 1914)
  - Władysław Mamert Wandalli, polski mistyfikator (zm. 1942)
- 1856 – Alessandro Bavona, włoski duchowny katolicki, arcybiskup, nuncjusz apostolski (zm. 1912)
- 1857:
  - Moriharu Miura, japoński patolog, wykładowca akademicki (zm. 1916)
  - Sergiusz Romanow, rosyjski wielki książę, polityk, generał-gubernator Moskwy (zm. 1905)
- 1858 – Carl Hauptmann, niemiecki pisarz (zm. 1921)
- 1859 – Aurel Stodola, słowacki inżynier, fizyk, wynalazca, wykładowca akademicki (zm. 1942)
- 1860 – Hugh Talbot Patrick, amerykański neurolog, wykładowca akademicki (zm. 1939)
- 1861 – Frederick Russell Burnham, amerykański zwiadowca (zm. 1947)
- 1864 – Ethel Lilian Voynich, brytyjska pisarka, muzyk (zm. 1960)
- 1866 – Adam Ciemniewski, polski malarz (zm. 1915)
- 1868 – Agustín Blessing Presinger, niemiecki duchowny katolicki, wikariusz apostolski Limón w Kostaryce (zm. 1934)
- 1869:
  - Heinrich Loewe, niemiecki i izraelski dziennikarz, publicysta, znawca folkloru żydowskiego, językoznawca, bibliotekarz, polityk syjonistyczny (zm. 1951)
  - Archibald Warden, brytyjski tenisista (zm. 1943)
- 1870:
  - Joseph Chartrand, amerykański duchowny katolicki, biskup Indianapolis (zm. 1933)
  - Chryzogon Reisch, niemiecki franciszkanin, historyk (zm. 1923)
  - Harry Sears, amerykański strzelec sportowy (zm. 1920)
- 1871:
  - Emiliano Chamorro Vargas, nikaraguański generał, dyplomata, polityk, prezydent Nikaragui (zm. 1966)
  - Mariano Fortuny y Madrazo, hiszpański malarz modernista, fotograf, scenograf, projektant tkanin i mody (zm. 1949)
  - Adolf Maier, niemiecki, prawnik, polityk (zm. 1963)
  - Frank Schlesinger, amerykański astronom (zm. 1943)
- 1872:
  - Wilhelm Rolny, polski bibliotekarz, historyk, wydawca źródeł historycznych (zm. 1941)
  - Mamert Wikszemski, polski poeta, krytyk literacki, tłumacz (zm. 1908)
- 1875:
  - Giuseppe Migone, włoski duchowny katolicki, arcybiskup, jałmużnik papieski (zm. 1951)
  - Harriet Quimby, amerykańska pilotka (zm. 1912)
- 1876 – Stanisław Odrowąż-Wysocki, polski inżynier elektrotechnik, wykładowca akademicki (zm. 1931)
- 1879:
  - Aleksandyr Girginow, niemiecki prawnik, polityk (zm. 1953)
  - Prätorius von Richthofen, niemiecki posiadacz ziemski, polityk (zm. 1949)
- 1880 – Knud Degn, duński żeglarz sportowy (zm. 1965)
- 1881 – Theodore von Kármán, węgierski fizyk pochodzenia żydowskiego (zm. 1963)
- 1882 – Joseph Marx, austriacki kompozytor (zm. 1964)
- 1884 – Karol Firich, polski komandor porucznik (zm. 1936)
- 1885 – Leon Wyrwicz, polski aktor (zm. 1951)
- 1886:
  - Bernardus Croon, holenderski wioślarz (zm. 1960)
  - Zygmunt Łempicki, polski teoretyk literatury, germanista, wykładowca akademicki (zm. 1943)
  - Antoni Majewski, polski starszy sierżant, legionista (zm. 1926)
- 1887 – Paul Wittgenstein, amerykański pianista pochodzenia austriackiego (zm. 1961)
- 1888 – Irving Berlin, amerykański kompozytor pochodzenia żydowskiego (zm. 1989)
- 1890:
  - William Applegarth, brytyjski lekkoatleta, sprinter (zm. 1958)
  - Helge Løvland, norweski lekkoatleta, wieloboista (zm. 1984)
  - Janusz Miketta, polski muzykolog, pedagog (zm. 1954)
- 1891:
  - Henry Morgenthau, amerykański polityk pochodzenia niemiecko-żydowskiego (zm. 1967)
  - Iosif Tołczanow, rosyjski aktor, reżyser teatralny, pedagog (zm. 1981)
- 1892:
  - Maria Mayen, austriacka aktorka (zm. 1978)
  - Margaret Rutherford, brytyjska aktorka (zm. 1972)
  - Johannes Vincke, niemiecki duchowny i teolog katolicki (zm. 1975)
- 1893:
  - Robert Girardet, francuski żeglarz sportowy (zm. 1977)
  - Augustin Rösch, niemiecki jezuita, prowincjał, działacz antynazistowski (zm. 1961)
- 1894:
  - Martha Graham, amerykańska tancerka, choreograf, pedagog (zm. 1991)
  - Anton Mussert, holenderski polityk nazistowski, kolaborant (zm. 1946)
  - Ferdinand Swatosch, austriacki piłkarz, trener (zm. 1974)
- 1895:
  - Jacques Brugnon, francuski tenisista (zm. 1978)
  - Jan Parandowski, polski prozaik, eseista, tłumacz (zm. 1978)
  - Stanisław Kostka Starowieyski, polski działacz społeczny, męczennik, błogosławiony (zm. 1941)
- 1896:
  - Paul Bäumer, niemiecki pilot wojskowy, as myśliwski (zm. 1927)
  - Stefan Brygiewicz, polski porucznik pilot (zm. 1919)
  - Antoni Snopczyński, polski murarz, działacz rzemieślniczy i kombatancki, polityk, poseł na Sejm RP (zm. 1944)
  - Josip Štolcer-Slavenski, chorwacki kompozytor (zm. 1955)
- 1897:
  - Kurt Gerron, niemiecki aktor, reżyser pochodzenia żydowskiego (zm. 1944)
  - Caetano Izzo, brazylijski piłkarz (zm. 1973)
  - Jacob S. Kasanin, amerykański psychiatra, psychoanalityk pochodzenia rosyjskiego (zm. 1946)
  - Peter Murdock, amerykański antropolog (zm. 1985)
- 1898:
  - Ivo Fiorentini, włoski trener piłkarski (zm. 1992)
  - Jan Wasilkowski, polski prawnik, polityk, poseł na Sejm PRL, pierwszy prezes Sądu Najwyższego (zm. 1977)
- 1899:
  - Herbert Nebe, niemiecki kolarz szosowy (zm. 1985)
  - Sára Salkaházi, węgierska zakonnica, błogosławiona (zm. 1944)
- 1900 – Pridi Banomyong, tajski polityk, premier Tajlandii (zm. 1983)
- 1901:
  - Rose Ausländer, żydowska poetka (zm. 1988)
  - Anatol Krakowiecki, polski pisarz, dziennikarz (zm. 1950)
- 1902:
  - Jules Victor Daem, belgijski duchowny katolicki, biskup Antwerpii (zm. 1993)
  - Kiriłł Moskalenko, radziecki dowódca wojskowy, marszałek ZSRR (zm. 1985)
  - Kaarlo Sarkia, fiński poeta, tłumacz (zm. 1945)
  - Bidu Sayão, brazylijska śpiewaczka operowa (sopran) (zm. 1999)
- 1903 – Charlie Gehringer, amerykański baseballista (zm. 1993)
- 1904 – Salvador Dalí, kataloński malarz (zm. 1989)
- 1905 – Pedro Petrone, urugwajski piłkarz pochodzenia włoskiego (zm. 1964)
- 1906:
  - Jacqueline Cochran, amerykańska pilotka, prezydent Międzynarodowej Federacji Lotniczej (zm. 1980)
  - Teofil Głowacki, polski ekonomista, dziennikarz, polityk, poseł na Sejm PRL (zm. 1971)
  - Maria Kann, polska pisarka, autorka książek dla dzieci i młodzieży, działaczka harcerska i niepodległościowa (zm. 1995)
  - Richard Arvin Overton, amerykański superstulatek, weteran wojenny (zm. 2018)
- 1907:
  - Boris Butoma, radziecki polityk (zm. 1976)
  - Lucyna Krzemieniecka, polska pisarka, poetka, autorka utworów dla dzieci (zm. 1955)
  - Kent Taylor, amerykański aktor (zm. 1987)
  - Bohdan Tymieniecki, polski podpułkownik, pisarz (zm. 1992)
- 1908:
  - Ludovico Geymonat, włoski historyk, filozof (zm. 1991)
  - Agustín Sauto Arana, hiszpański piłkarz narodowości baskijskiej (zm. 1986)
- 1909 – Stefan Białobok, polski botanik, dendrolog, wykładowca akademicki (zm. 1992)
- 1910:
  - Józef Mroszczak, polski grafik, plakacista (zm. 1975)
  - Stanisław Pawłowski, polski geolog, geofizyk (zm. 1992)
- 1911:
  - Zdzisław Henneberg, polski kapitan pilot, as myśliwski (zm. 1941)
  - Phil Silvers, amerykański aktor, komik (zm. 1985)
- 1912:
  - Saadat Hassan Manto, pakistański pisarz (zm. 1955)
  - Antoni Żukowski, polski aktor (zm. 1992)
- 1913 – Robert Jungk, austriacki publicysta, futurolog (zm. 1994)
- 1914:
  - Alberto Buccicardi, chilijski piłkarz, trener (zm. 1970)
  - Ismail Marzuki, indonezyjski muzyk, kompozytor, poeta (zm. 1958)
  - Jaroslav Švarc, czeski plutonowy, cichociemny (zm. 1942)
  - Haroun Tazieff, francuski geolog, wulkanolog pochodzenia tatarsko-polskiego (zm. 1998)
- 1915 – Fuad Abdurahmanov, azerski rzeźbiarz (zm. 1971)
- 1916 – Camilo José Cela, hiszpański pisarz, laureat Nagrody Nobla (zm. 2002)
- 1917 – Jerzy Gawenda, polski prawnik, polityk (zm. 2000)
- 1918:
  - Richard Feynman, amerykański fizyk teoretyczny, laureat Nagrody Nobla (zm. 1988)
  - Jerzy Zitzman, polski malarz, scenograf, reżyser teatralny, realizator filmów animowanych (zm. 1999)
- 1919:
  - Marian Frenkiel, polski prokurator wojskowy, brydżysta pochodzenia żydowskiego (zm. 1995)
  - Tadeusz Prywer, polski lekkoatleta, kulomiot (zm. 1986)
- 1920 – Denver Pyle, amerykański aktor (zm. 1997)
- 1921 – Geoffrey Crossley, brytyjski kierowca wyścigowy (zm. 2002)
- 1922:
  - Eugeniusz Gąsiorowski, polski historyk sztuki (zm. 2015)
  - Taufik Tubi, izraelski polityk pochodzenia arabskiego (zm. 2011)
- 1923:
  - Ludwik Janczyszyn, polski admirał, członek WRON (zm. 1994)
  - Kazimierz Nowik, polski artysta fotograf (zm. 2013)
- 1924:
  - Leo Barnhorst, amerykański koszykarz (zm. 2000)
  - Tim Flock, amerykański kierowca wyścigowy (zm. 1998)
  - Antony Hewish, brytyjski astrofizyk, radioastronom, laureat Nagrody Nobla (zm. 2021)
  - Marino Marini, włoski piosenkarz (zm. 1997)
  - Jackie Milburn, angielski piłkarz, trener (zm. 1988)
  - Luděk Pachman, niemiecki szachista, publicysta pochodzenia czeskiego (zm. 2003)
- 1925:
  - Jerzy Cynk, polski historyk (zm. 2016)
  - Rubem Fonseca, brazylijski pisarz, scenarzysta filmowy (zm. 2020)
  - Max Morlock, niemiecki piłkarz (zm. 1994)
- 1926:
  - István Deák, węgierski historyk (zm. 2023)
  - Yvonne Furneaux, francuska aktorka (zm. 2024)
  - Jerzy Pogorzelski, polski malarz (zm. 2003)
  - Teddy Scholten, holenderska piosenkarka (zm. 2010)
  - Rob Schroeder, amerykański kierowca wyścigowy (zm. 2011)
- 1927:
  - Marie Kovářová, czeska gimnastyczka sportowa (zm. 2023)
  - Anna Piotrowska, polska sędzia, poseł na Sejm PRL (zm. 2009)
  - Mort Sahl, amerykański aktor, komik (zm. 2021)
- 1928:
  - Ja’akow Agam, izraelski rzeźbiarz i artysta wizualny
  - Jan Czerwiński, polski operator dźwięku (zm. 2004)
  - Marco Ferreri, włoski reżyser i scenarzysta filmowy (zm. 1997)
  - Arthur Foulkes, bahamski polityk, dyplomata
  - Halina Szpakowska, polska szachistka (zm. 2023)
- 1929:
  - Jerzy Jarocki, polski reżyser teatralny (zm. 2012)
  - Gane Todorowski, macedoński poeta, tłumacz, krytyk literacki (zm. 2010)
- 1930:
  - Xiomara Alfaro, kubańska piosenkarka (zm. 2018)
  - Edsger Dijkstra, holenderski pionier informatyki (zm. 2002)
  - Basil Losten, amerykański duchowny greckokatolicki, eparcha Stamford (zm. 2024)
  - Stefan Wójcik, polski koszykarz (zm. 1984)
- 1931:
  - Olgierd Buczek, polski piosenkarz (zm. 2021)
  - Marilyn King, amerykańska piosenkarka (zm. 2013)
  - Amerigo Severini, włoski kolarz przełajowy i szosowy (zm. 2020)
  - Andrzej Walczak, polski lekkoatleta, oszczepnik (zm. 2024)
- 1932:
  - Czesław Ciesielski, polski historyk, profesor nauk humanistycznych (zm. 2017)
  - Valentino Garavani, włoski projektant mody
  - Roman Misztal, polski generał dywizji, żołnierz wywiadu wojskowego, dyplomata (zm. 2017)
  - Tadeusz Paprocki, polski lekkoatleta, oszczepnik (zm. 2025)
  - Mustafa Talas, syryjski generał pułkownik, polityk, minister obrony (zm. 2017)
  - Francisco Umbral, hiszpański nowelista, publicysta (zm. 2007)
  - Josef Zíma, czeski aktor (zm. 2025)
- 1933:
  - Louis Farrakhan, afroamerykański działacz, przywódca Narodu Islamu
  - Mychal Judge, amerykański duchowny katolicki, franciszkanin, kapelan nowojorskiej straży pożarnej (zm. 2001)
  - Janusz Kamiński, polski siatkarz, działacz sportowy (zm. 2013)
  - Stanisław Kruciński, polski szablista, trener (zm. 2023)
  - Paweł Małek, polski strzelec sportowy (zm. 2019)
  - Jacques Martin, szwajcarski polityk (zm. 2005)
- 1934:
  - Thomas Buergenthal, amerykański prawnik, sędzia Międzynarodowego Trybunału Sprawiedliwości (zm. 2023)
  - Jim Jeffords, amerykański polityk, senator (zm. 2014)
  - Ryszard Ostałowski, polski aktor (zm. 1998)
  - Zbigniew Szałajda, polski inżynier hutnik, polityk, minister hutnictwa i przemysłu maszynowego, wicepremier (zm. 2024)
- 1935:
  - Ludgarda Buzek, polska chemik, działaczka samorządowa
  - Bolesław Gromnicki, polski aktor, piosenkarz, parodysta (zm. 2017)
  - Douglas McDonald, kanadyjski wioślarz
  - Stuart O’Connell, nowozelandzki duchowny katolicki, biskup Rarotonga (zm. 2019)
- 1936:
  - Carla Bley, amerykańska pianistka jazzowa (zm. 2023)
  - Mykoła Kolcow, ukraiński piłkarz, trener (zm. 2011)
- 1937:
  - Dieter Grimm, niemiecki prawnik
  - Kjell Sjöberg, szwedzki skoczek narciarski (zm. 2013)
  - German Swesznikow, rosyjski florecista (zm. 2003)
  - Gieorgij Szengiełaja, gruziński aktor, reżyser i scenarzysta filmowy (zm. 2020)
  - Ildikó Újlaky-Rejtő, węgierska florecistka
  - Ewa Wawrzoń, polska aktorka (zm. 2021)
  - Zygmunt Zgraja, polski wirtuoz harmonijki ustnej, kompozytor
- 1938:
  - Marcel-Ernest Bidault, francuski kolarz szosowy
  - Grzegorz Brudko, polski kompozytor, bandżysta, autor tekstów (zm. 1996)
  - Stanisław Gazda, polski kolarz szosowy (zm. 2020)
  - Marek Kłodziński, polski ekonomista
- 1939:
  - Renato Ascencio León, meksykański duchowny katolicki, biskup Ciudad Juárez (zm. 2022)
  - Zbigniew Osiński, polski teatrolog, historyk teatru (zm. 2018)
  - Félix Salinas, peruwiański piłkarz (zm. 2021)
  - Tamara Zamotajłowa, rosyjska gimnastyczka
- 1940:
  - Anthony Kwami Adanuty, ghański duchowny katolicki, biskup Keta-Akatsi
  - Zuzanna Cembrowska, polska modelka, tancerka baletowa (zm. 2012)
  - Roberto Matosas, urugwajski piłkarz, trener
  - Herbert Müller, szwajcarski kierowca wyścigowy (zm. 1981)
  - Żanna Prochorienko, rosyjska aktorka (zm. 2011)
  - Iwan Sławkow, bułgarski piłkarz wodny, działacz sportowy, polityk (zm. 2011)
- 1941:
  - Eric Burdon, brytyjski wokalista, członek zespołu The Animals
  - Graham Miles, brytyjski snookerzysta (zm. 2014)
  - Andrzej Rottermund, polski historyk sztuki, muzeolog
- 1942:
  - Rachel Billington, brytyjska pisarka
  - Elisabeth Gehrer, austriacka nauczycielka, polityk
  - Irena, księżniczka duńska i grecka
- 1943:
  - Jan Englert, polski aktor, reżyser, pedagog
  - Nancy Greene, kanadyjska narciarka alpejska
  - Wojciech Karpiński, polski pisarz, krytyk literacki, historyk sztuki, tłumacz (zm. 2020)
  - Janusz Pezda, polski polityk, samorządowiec, wicemarszałek województwa dolnośląskiego (zm. 2011)
- 1944:
  - Michael Grätzel, szwajcarski chemik, wykładowca akademicki pochodzenia niemieckiego
  - Jarmila Králíčková, czeska hokeistka na trawie, bramkarka
  - Rolf Peterson, szwedzki kajakarz
  - Krzysztof Szumski, polski dyplomata
- 1945:
  - Toyoko Iwahara, japońska siatkarka
  - Thomaz Koch, brazylijski tenisista
  - Ingelore Lohse, niemiecka lekkoatletka, sprinterka
  - Hélio Adelar Rubert, brazylijski duchowny katolicki, arcybiskup Santa Maria
- 1946:
  - Flavius Domide, rumuński piłkarz
  - Robert Jarvik, amerykański kardiolog, naukowiec, wynalazca (zm. 2025)
  - Zoran Simjanović, serbski kompozytor (zm. 2021)
  - Milton Viera, urugwajski piłkarz
- 1947:
  - Wiera Łantratowa, rosyjska siatkarka (zm. 2021)
  - Don McKenzie, amerykański pływak (zm. 2008)
  - Jurij Siomin, rosyjski piłkarz, trener
  - Elżbieta Zapendowska, polska krytyk muzyczna, nauczycielka śpiewu, specjalistka od emisji głosu
- 1948:
  - Jan Adamiak, polski agronom, profesor, senator RP
  - Nirj Deva, brytyjski polityk pochodzenia lankijskiego
  - Pam Ferris, brytyjska aktor
  - Jacek Krenz, polski architekt, malarz
  - Ricardo Lewandowski, brazylijski prawnik, polityk pochodzenia polskiego
  - Alfred Matt, austriacki narciarz alpejski
  - Jeannot Moes, luksemburski piłkarz, bramkarz
- 1949:
  - Zbigniew Benbenek, polski przedsiębiorca
  - Radimir Čačić, chorwacki przedsiębiorca, polityk
  - Wiesław Kaczanowicz, polski historyk, profesor nauk humanistycznych
  - Håkan Pettersson, szwedzki hokeista, trener (zm. 2008)
- 1950:
  - Siegbert Horn, niemiecki kajakarz górski (zm. 2016)
  - John F. Kelly, amerykański generał, urzędnik państwowy
  - Kazimierz Krzaczkowski, polski aktor, dramaturg
  - Ismael Rueda Sierra, kolumbijski duchowny katolicki, arcybiskup Bucaramangi
  - Renato Schifani, włoski prawnik, polityk
  - Maria Sierpińska, polska ekonomistka, wykładowczyni akademicka
- 1951:
  - Léon Bertrand, francuski samorządowiec, polityk
  - Francis Kerbiriou, francuski lekkoatleta, sprinter
  - Corinne Lepage, francuska polityk
  - Lyn McClements, australijska pływaczka
- 1952:
  - Shohreh Aghdashloo, irańska aktorka
  - Frances Fisher, amerykańska aktorka pochodzenia brytyjskiego
  - Monika Kaserer, austriacka narciarka alpejska
  - Renaud Séchan, francuski piosenkarz, autor piosenek
  - Zdzisław Siewierski, polski polityk, wojewoda podkarpacki
  - Miroslav Šmid, czeski wspinacz, fotograf górski (zm. 1993)
- 1953:
  - Đorđe Balašević, serbski piosenkarz, muzyk, kompozytor, poeta, autor tekstów (zm. 2021)
  - Catherine Boursier, francuska prawnik, działaczka samorządowa, polityk, eurodeputowana
  - Giancarlo Flati, włoski malarz, pisarz
  - Anna Komorowska, polska pierwsza dama
  - Kiti Manver, hiszpańska aktorka
  - Gordana Siłjanowska-Dawkowa, macedońska prawnik, polityk, prezydent Macedonii Północnej
  - Woit Tałgajew, kazachski piłkarz, trener pochodzenia czeczeńskiego
- 1954:
  - Ferdinando Adornato, włoski dziennikarz, publicysta, polityk
  - Michał Anioł, polski aktor
  - John Gregory, angielski piłkarz, trener
- 1955:
  - Arūnas Bėkšta, litewski konserwator dzieł sztuki, minister kultury
  - Leslie Cliff, kanadyjska pływaczka
  - Jurij Siedych, ukraiński lekkoatleta, młociarz (zm. 2021)
  - William P. Young, kanadyjski pisarz
- 1956:
  - José Ignacio Ceniceros, hiszpański polityk, prezydent wspólnoty autonomicznej La Rioja
  - Paul Rosenmöller, holenderski związkowiec, polityk, prezenter telewizyjny
  - Antanas Sireika, litewski trener koszykówki
- 1957:
  - Peter North, kanadyjski aktor, scenarzysta, reżyser i producent filmowy
  - Taras Wozniak, ukraiński informatyk, tłumacz, dziennikarz, politolog, kulturoznawca
- 1958:
  - Mirosław Filonik, polski rzeźbiarz, autor instalacji świetlnych (zm. 2025)
  - Brice Hortefeux, francuski polityk
  - Stanisław Kęsik, polski poeta, działacz społeczny, polityk, samorządowiec (zm. 2021)
  - Artur Kołosowski, polski generał brygady
  - Lubow Pugowicznikowa, rosyjska kolarka szosowa
- 1959:
  - Gerard Christopher, amerykański aktor
  - Didier Guillaume, francuski samorządowiec, polityk, minister rolnictwa, minister stanu Monako (zm. 2025)
  - Juan Antonio Jiménez, hiszpański jeździec sportowy
  - Ion Adrian Zare, rumuński piłkarz
- 1960:
  - Ričardas Juška, litewski inżynier, samorządowiec, polityk
  - Adam Krzyśków, polski leśnik, samorządowiec, polityk, poseł na Sejm RP
  - Atanáz Orosz, węgierski duchowny katolicki rytu bizantyjskiego, egzarcha apostolski, a następnie eparcha Miszkolca
  - Jürgen Schult, niemiecki lekkoatleta, dyskobol
- 1961:
  - Władimir Kołokolcew, rosyjski generał pułkownik milicji, polityk
  - Anders Lööf, szwedzki curler
  - Martin Říman, czeski inżynier, przedsiębiorca, polityk
  - Valérie Simonnet, francuska kolarka szosowa i torowa
- 1962:
  - Mohammad Jusef Kargar, afgański piłkarz, trener
  - Lindita Kodra, albańska strzelczyni sportowa
- 1963:
  - Alina W. Chechelska, polska aktorka
  - Sangaj Czoden, królowa Bhutanu
  - Andrzej Tadeusz Mazurkiewicz, polski pisarz science fiction, polityk, senator RP (zm. 2008)
  - Natasha Richardson, brytyjska aktorka (zm. 2009)
- 1964:
  - Phil Jackson, amerykański bokser
  - Tim Blake Nelson, amerykański aktor
  - Bożena Lidia Szmel, polska dziennikarka sportowa
- 1965:
  - Stefano Domenicali, włoski menedżer, szef Scuderia Ferrari
  - Monsour del Rosario, filipiński taekwondzista, aktor
  - Mike Sifringer, niemiecki gitarzysta, kompozytor, członek zespołu Destruction
  - Wang Xiuting, chińska lekkoatletka, biegaczka długodystansowa
- 1966:
  - Dorota Dankiewicz, polska lekkoatletka, biegaczka długodystansowa
  - Andrzej Kubacki, polski trener siatkówki
  - Estelle Lefébure, francuska aktorka, modelka
  - Christoph Schneider, niemiecki perkusista, członek zespołu Rammstein
- 1967:
  - Patricia Chauvet, francuska narciarka alpejska
  - Alberto García Aspe, meksykański piłkarz
  - Piotr Rangno, polski akordeonista
  - Anna Streżyńska, polska prawnik, polityk, minister cyfryzacji
  - Judith Zeidler, niemiecka wioślarka
- 1968:
  - Jeffrey Donovan, amerykański aktor, reżyser i producent filmowy
  - Ana Jara, peruwiańska polityk, premier Peru
  - Elżbieta Kopocińska, polska aktorka głosowa, reżyserka dubbingowa
  - Harry Gämperle, szwajcarski piłkarz, trener
- 1969:
  - Wiktor Bohatyr, ukraiński piłkarz, trener
  - Dmitrij Czeryszew, rosyjski piłkarz
  - Alina Drăgan, rumuńska gimnastyczka
  - Beata Dzianowicz, polska aktorka
  - Natalja Iwanowa, rosyjska i tadżycka zapaśniczka
  - Andrzej Kisiel, polski piłkarz, trener
  - Eduard Subocz, rosyjski skoczek narciarski, działacz sportowy, sędzia i trener skoków narciarskich
  - Simon Vroemen, holenderski lekkoatleta, długodystansowiec
- 1970:
  - Nicky Katt, amerykański aktor (zm. 2025)
  - Jason Queally, brytyjski kolarz torowy
  - Radosław Panas, polski siatkarz, trener
- 1971:
  - Christopher Bailey, brytyjski projektant mody
  - Robert Kaliňák, słowacki prawnik, polityk
  - Normunds Miezis, łotewski szachista
  - Norbert Rasch, polski polityk, samorządowiec, działacz mniejszości niemieckiej
  - Alberto Rodríguez, hiszpański reżyser i scenarzysta filmowy
  - Lubor Tesař, czeski kolarz szosowy i torowy
  - Aidi Vallik, estońska autorka literatury dziecięcej i młodzieżowej
  - Michał Wawrykiewicz polski prawnik, polityk, poseł do Parlamentu Europejskiego
  - Marek Więckowski, polski geograf, fotograf, dziennikarz, podróżnik
- 1972:
  - Tomáš Dvořák, czeski lekkoatleta, wieloboista
  - Brian MacPhie, amerykański tenisista
  - Jan Ołdakowski, polski polityk, muzealnik
  - Polimnia Sarengu, grecka koszykarka
  - Jiří Vejdělek, czeski reżyser filmowy
- 1973:
  - Britta Becker, niemiecka hokeistka na trawie
  - James Haven, amerykański aktor
  - Kasia Klich, polska piosenkarka
  - Igor Matovič, słowacki polityk, premier Słowacji
  - Tsuyoshi Ogata, japoński lekkoatleta, maratończyk
  - Jarosław Rodzewicz, polski florecista
  - Sabine Völker, niemiecka łyżwiarka szybka
- 1974:
  - Simon Aspelin, szwedzki tenisista
  - Marek Boneczko, polski piłkarz ręczny
  - Adam Kaufman, amerykański aktor pochodzenia żydowskiego
  - Benoît Magimel, francuski aktor
  - Jarosław Stancelewski, polski siatkarz
  - Zany, holenderski didżej
- 1975:
  - Zijad Dżarrah, libański terrorysta (zm. 2001)
  - Sabin Ilie, rumuński piłkarz
  - Irina Rosichina, rosyjska lekkoatletka, sprinterka
  - Jerzy Wojnecki, polski piłkarz (zm. 2009)
- 1976:
  - Melvin Manhoef, holenderski zawodnik sportów walki
  - Lloyd Pierce, amerykański koszykarz, trener
  - Sahlene, szwedzka aktorka filmowa i dubbingowa, piosenkarka
  - Oscar Luis Vera, argentyński piłkarz
- 1977:
  - Janne Ahonen, fiński skoczek narciarski
  - Nikołaj Bolszakow, rosyjski biegacz narciarski
  - Caimin Douglas, holenderski lekkoatleta, sprinter
  - Teresa Dzielska, polska aktorka
  - Pablo García, urugwajski piłkarz
  - Wojciech Kowalewski, polski piłkarz, bramkarz
  - Victor Matfield, południowoafrykański rugbysta
  - Nathalie Pâque, belgijska piosenkarka
  - Jiří Popelka, czeski siatkarz
  - Marek Rybiński, polski duchowny katolicki, salezjanin, misjonarz (zm. 2011)
- 1978:
  - Anna Białek-Jaworska, polska ekonomistka, wykładowca akademicki
  - Marc Bircham, kanadyjski piłkarz, trener pochodzenia angielskiego
  - Laetitia Casta, francuska modelka, aktorka
  - Perttu Kivilaakso, fiński wiolonczelista, kompozytor, członek zespołu Apocalyptica
  - Aneta Konieczna, polska kajakarka
  - Łukasz Kruk, polski siatkarz
  - Gonçalo Malheiro, portugalski rugbysta
  - Martin Vozdecký, czeski hokeista
- 1979:
  - Timothy Baillie, brytyjski kajakarz górski
  - Laphonza Butler, amerykańska polityk, senator
  - Sorin Ghionea, rumuński piłkarz
  - Luis Maldonado, meksykański piłkarz
  - Antara Mali, indyjska aktorka
  - Maciej Małyga, polski duchowny katolicki, biskup pomocniczy wrocławski
  - Olga Smirnowa, rosyjska i kazachska zapaśniczka
  - Vytautas Žiūra, austriacki piłkarz ręczny pochodzenia litewskiego
- 1980:
  - Eszter Balla, węgierska aktorka
  - Anna Brożek, polska pianistka, filozof, profesor nauk humanistycznych
  - Sandis Ģirģens, łotewski prawnik, polityk
  - Gaja Grzegorzewska, polska pisarka
  - Nevio Passaro, włoski piosenkarz, kompozytor, autor tekstów pochodzenia niemieckiego
  - Humberto Soto, meksykański bokser
  - Nicole Zimmermann, niemiecka wioślarka
- 1981:
  - Adam Hansen, australijski kolarz szosowy
  - Lauren Jackson, australijska koszykarka
  - Spiridon Kapnisis, grecki szachista, trener
  - Daisuke Matsui, japoński piłkarz
  - Arkadiusz Mysona, polski piłkarz
  - Bogdan Alexandru Olteanu, rumuński siatkarz
  - Olumide Oyedeji, nigeryjski koszykarz
  - Nadija Sawczenko, ukraińska porucznik, lotnik nawigator, polityk
  - Nurboł Żumaskalijew, kazachski piłkarz
- 1982:
  - Justyna Bartoszewicz, polska aktorka
  - Alana Beard, amerykańska koszykarka
  - Jonathan Jackson, amerykański aktor
  - Agnieszka Majewska, polska koszykarka
  - Sylwia Marczuk, polska piłkarka ręczna
  - Cory Monteith, kanadyjski aktor (zm. 2013)
  - Janne Pesonen, fiński hokeista
  - Leonarda Prażmowska, polska lekkoatletka, skoczkini wzwyż
- 1983:
  - Jana Romanowa, rosyjska biathlonistka
  - Iwona Sitkowska, polska aktorka
  - Piotr Świderski, polski żużlowiec
  - Holly Valance, australijska aktorka, piosenkarka
- 1984:
  - Andrés Iniesta, hiszpański piłkarz
  - Arttu Lappi, fiński skoczek narciarski
  - Christian Obodo, nigeryjski piłkarz
  - Łukasz Trałka, polski piłkarz
  - Sławomir Uniatowski, polski piosenkarz
- 1985:
  - Patryk Jaki, polski politolog, samorządowiec, polityk, poseł na Sejm RP, eurodeputowany
  - Kacper Ławski, polski rugbysta
  - Gieorgij Miszarin, rosyjski hokeista
- 1986:
  - Abou Diaby, francuski piłkarz pochodzenia iworyjskiego
  - Iasmin Latovlevici, rumuński piłkarz
  - Gandzorigijn Mandachnaran, mongolski zapaśnik
  - Renzo Revoredo, peruwiański piłkarz
  - Paweł Szpila, polski kolarz górski
  - Miguel Veloso, portugalski piłkarz
  - Jacob Wukie, amerykański łucznik
- 1987:
  - Abbas Ajad, bahrajński piłkarz
  - Grzegorz Fijałek, polski siatkarz plażowy
  - Tomoaki Makino, japoński piłkarz
  - Monica Roșu, rumuńska gimnastyczka
  - Rafael Silva, brazylijski judoka
  - Lachie Turner, australijski rugbysta
- 1988:
  - Severin Freund, niemiecki skoczek narciarski
  - Ace Hood, amerykański raper
  - Marcel Kittel, niemiecki kolarz szosowy
  - Karolina Zając, polska koszykarka
- 1989:
  - Kévin Le Roux, francuski siatkarz
  - Michaił Pasznin, rosyjski hokeista
  - Aleksandra Podryadova, kazachska judoczka
  - Giovani dos Santos, meksykański piłkarz
  - Ada Szulc, polska piosenkarka
  - Jelle Wallays, belgijski kolarz szosowy
  - Ihor Zajcew, ukraiński koszykarz
- 1990:
  - Taylor Fletcher, amerykański kombinator norweski
  - Nemanja Ilić, serbski piłkarz ręczny
  - Sanja Orozović, serbska koszykarka
  - Matylda Ostojska, polska szablistka
- 1991:
  - Mohammad Reza Chanzade, irański piłkarz
  - Gülnar Məmmədova, azerska szachistka
  - Siemion Pawliczenko, rosyjski saneczkarz
  - Marcus Rohdén, szwedzki piłkarz
  - Oskar Stoczyński, polski aktor
  - Uzari, białoruski piosenkarz
- 1992:
  - Pierre-Ambroise Bosse, francuski lekkoatleta, długodystansowiec
  - Drew Brandon, amerykański koszykarz
  - Thibaut Courtois, belgijski piłkarz, bramkarz
  - Anna Róża Kołacka, polska malarka
  - Christina McHale, amerykańska tenisistka
  - McKenzie Moore, amerykańsko-filipiński koszykarz
  - Pablo Sarabia, hiszpański piłkarz
  - Christoph Stauder, austriacki skoczek narciarski
- 1993:
  - Josef Černý, czeski kolarz szosowy
  - Jhon Córdoba, kolumbijski piłkarz
  - Maurice Harkless, amerykański koszykarz
  - Alena Sobalewa, białoruska lekkoatletka, młociarka
- 1994:
  - Hagos Gebrhiwet, etiopski lekkoatleta, długodystansowiec
  - Roberto Insigne, włoski piłkarz
  - Trent O’Dea, australijski siatkarz
  - Szymon Pałka, polski siatkarz
  - Courtney Williams, amerykańska koszykarka
- 1995:
  - Diego Chávez, meksykański piłkarz (zm. 2024)
  - Szira Has, izraelska aktorka
  - Jovita Jankelaitytė, litewska aktorka pochodzenia polskiego
  - Gelson Martins, portugalski piłkarz pochodzenia kabowerdyjskiego
  - Kiriłł Rybakow, rosyjski piłkarz
  - Muhammad as-Sadawi, tunezyjski zapaśnik
  - Lorenzo Sonego, włoski tenisista
  - Sachia Vickery, amerykańska tenisistka
- 1996:
  - Hugo Cumbo, vanuacki judoka
  - Fernando Daniel, portugalski muzyk, piosenkarz
  - Adin Hill, kanadyjski hokeista, bramkarz
  - Danilo Ostojić, serbski koszykarz
  - Amina Kamal as-Siba’i, egipska zapaśniczka
- 1997:
  - Lana Condor, amerykańska aktorka pochodzenia wietnamskiego
  - Chelsea Dungee, amerykańska koszykarka
  - Olivia Tjandramulia, australijska tenisistka pochodzenia indonezyjskiego
- 1998:
  - Mërgim Berisha, niemiecki piłkarz pochodzenia kosowskiego
  - Crystal Dangerfield, amerykańska koszykarka
  - Viktória Kužmová, słowacka tenisistka
- 1999:
  - Sabrina Carpenter, amerykańska aktorka, piosenkarka, autorka tekstów, producentka filmowa, projektantka
  - Madison Lintz, amerykańska aktorka
- 2000:
  - Bjarki Steinn Bjarkason, islandzki piłkarz
  - Yūki Tsunoda, japoński kierowca wyścigowy
- 2001 – Ethan Galbraith, północnoirlandzki piłkarz
- 2002 – Oliwia Toborek, polska pięściarka
- 2003:
  - Kendall Brown, amerykański koszykarz
  - Israel Larios, meksykański piłkarz
  - Fermín López, hiszpański piłkarz
- 2004:
  - Victor Hugo, brazylijski piłkarz
  - Luca Van Assche, francuski tenisista pochodzenia belgijskiego
- 2007 – Anastazja Kuś, polska lekkoatletka, sprinterka

## Zmarli
- 912 – Leon VI Filozof, cesarz bizantyński (ur. 866)
- 925 – Mikołaj I Mistyk, patriarcha Konstantynopola (ur. 852)
- 1034 – (lub 10 maja) Mieszko II Lambert, król Polski (ur. 990)
- 1254 – Piotr I, polski duchowny katolicki, biskup poznański (ur. ?)
- 1304 – Mahmud Ghazan, władca Persji (ur. 1271)
- 1326 – Mats Kettilmundsson, regent Królestwa Szwecji (ur. ok. 1280)
- 1545 – Pierpaolo Parisio, włoski kardynał, inkwizytor (ur. 1473)
- 1610 – Matteo Ricci, włoski jezuita, misjonarz, Sługa Boży (ur. 1552)
- 1621 – Johann Arndt, niemiecki teolog luterański, pisarz (ur. 1555)
- 1630 – Johann Schreck, niemiecki jezuita, misjonarz, uczony (ur. 1576)
- 1633 – Jan Crell, niemiecki teolog ariański, pisarz (ur. 1590)
- 1664 – Salomon de Bray, holenderski malarz, rysownik, projektant, architekt, urbanista, poeta (ur. 1597)
- 1686 – Otto von Guericke, niemiecki fizyk, wynalazca, budowniczy fortyfikacji, burmistrz Magdeburga (ur. 1602)
- 1708 – Jules Hardouin-Mansart, francuski architekt (ur. 1646)
- 1716 – Franciszek de Hieronimo, włoski jezuita, święty (ur. 1642)
- 1719 – Kazimierz Łubieński, polski duchowny katolicki, biskup krakowski (ur. 1652)
- 1723 – Jean Galbert de Campistron, francuski dramatopisarz (ur. 1656)
- 1724 – Georg Buchholtz (senior), spiskoniemiecki nauczyciel, duchowny ewangelicki, badacz Tatr (ur. 1643)
- 1751 – Piotr Lacy, rosyjski feldmarszałek pochodzenia irlandzkiego (ur. 1678)
- 1760 – Alaungpaya, król Birmy (ur. 1714)
- 1763 – Thure Gabriel Bielke, szwedzki wojskowy, dyplomata (ur. 1684)
- 1778 – William Pitt, brytyjski polityk, premier Wielkiej Brytanii (ur. 1708)
- 1779 – John Hart, amerykański polityk (ur. 1711)
- 1780 – Nicolás Fernández de Moratín, hiszpański poeta, dramaturg, prozaik (ur. 1737)
- 1781 – Ignacy z Lakoni, włoski kapucyn, święty (ur. 1701)
- 1812 – Spencer Perceval, brytyjski polityk, premier Wielkiej Brytanii (ur. 1762)
- 1814 – Robert Treat Paine, amerykański prawnik, polityk (ur. 1731)
- 1820 – Antoni Tymoteusz Stadnicki, polski ziemianin, polityk, działacz oświatowy (ur. 1774)
- 1822 – Gerard van Spaendonck, holenderski malarz, grafik (ur. 1746)
- 1830 – János Donát, węgierski malarz portrecista (ur. 1744)
- 1838:
  - Marcus Gjøe Rosenkrantz, norweski prawnik, polityk, stadholder i premier Norwegii (ur. 1762)
  - Jędrzej Śniadecki, polski lekarz, biolog, chemik, filozof, satyryk, wykładowca akademicki (ur. 1768)
- 1843 – William Vesey-FitzGerald, brytyjski arystokrata, polityk (ur. 1783)
- 1846 – Jane Harrison, amerykańska pierwsza dama (ur. 1804)
- 1847 – Mateusz Lê Văn Gẫm, wietnamski męczennik i święty katolicki (ur. ok. 1813)
- 1848 – Tom Cribb, brytyjski bokser (ur. 1781)
- 1849:
  - Otto Nicolai, niemiecki kompozytor, dyrygent (ur. 1810)
  - Juliette Récamier, francuska gospodyni salonu towarzyskiego i literackiego (ur. 1777)
- 1857 – Eugène-François Vidocq, francuski galernik, twórca i szef Brygady Bezpieczeństwa w policji, pierwszy prywatny detektyw (ur. 1775)
- 1869:
  - Juraj Haulík Váralyai, chorwacki duchowny katolicki pochodzenia słowackiego, arcybiskup metropolita zagrzebski, kardynał (ur. 1788)
  - Toshizō Hijikata, japoński samuraj (ur. 1835)
- 1871 – John Herschel, brytyjski matematyk, astronom (ur. 1792)
- 1874 – Franklin Buchanan, amerykański admirał konfederacki (ur. 1800)
- 1877:
  - Johann Heinrich Achterfeld, niemiecki duchowny i teolog katolicki, wydawca (ur. 1788)
  - Albrecht Gustav von Manstein, pruski generał piechoty (ur. 1805)
- 1878 – Apolinary Kurowski, polski pułkownik, uczestnik powstania styczniowego (ur. 1818)
- 1881 – Henri-Frédéric Amiel, szwajcarski pisarz (ur. 1821)
- 1882 – Antoni Józef Szabrański, polski prawnik, pisarz, tłumacz (ur. 1801)
- 1885 – Ferdinand Hiller, niemiecki kompozytor, pianista, pedagog (ur. 1811)
- 1886 – Jonas Juška, litewski językoznawca, pedagog (ur. 1815)
- 1891 – Alexandre Edmond Becquerel, francuski fizyk, fizykochemik (ur. 1820)
- 1895 – Feliks Jaroński, polski pianista, kompozytor, pedagog (ur. 1823)
- 1901 – August Orth, niemiecki architekt (ur. 1828)
- 1902 – Edmund Mochnacki, polski prawnik, polityk, poseł do austriackiej Rady Państwa i prezydent Lwowa (ur. 1836)
- 1904:
  - Hans Grisebach, niemiecki architekt (ur. 1848)
  - Romuald Iszkowski, polski inżynier hydrotechnik (ur. 1848)
- 1905:
  - Leon Dudrewicz, polski pediatra, antropolog (ur. 1839)
  - Andrzej Jerzy Mniszech, polski ziemianin, malarz, kolekcjoner (ur. 1823)
  - Zefiryn Namuncurá, Indianin Mapucze, salezjanin, błogosławiony (ur. 1886)
- 1906 – William Avery Rockefeller Sr., amerykański znachor, oszust (ur. 1810)
- 1907:
  - Hermann Deiters, niemiecki muzykolog, publicysta muzyczny (ur. 1833)
  - Jerzy Heczko, polski duchowny luterański, pisarz religijny, autor pieśni kościelnych (ur. 1825)
- 1908 – Charles Kingston, australijski polityk, premier Australii Południowej (ur. 1850)
- 1909 – Stanisław Jędrzejewski, polski działacz socjalistyczny i niepodległościowy (ur. 1878)
- 1910 – Paweł Popiel, polski prawnik. wykładowca akademicki, tłumacz, publicysta (ur. 1837)
- 1912:
  - Tomasz Ciągło, polski kowal, polityk ludowy (ur. 1850)
  - Zenon Suszycki, polski inżynier górnictwa, działacz niepodległościowy, uczestnik powstania styczniowego (ur. 1840)
- 1913:
  - Francis Fisher Browne, amerykański poeta, wydawca (ur. 1843)
  - Stanisław Karol Marenicz, polski dermatolog, wenerolog (ur. 1856)
- 1914 – Daniel De Leon, amerykański działacz socjalistyczny pochodzenia żydowskiego (ur. 1852)
- 1916:
  - Max Reger, niemiecki kompozytor, dyrygent, organista, pianista (ur. 1873)
  - Karl Schwarzschild, niemiecki fizyk, astronom (ur. 1873)
- 1917 – Edmund Nathanael, niemiecki pilot wojskowy, as myśliwski (ur. 1889)
- 1920:
  - Boris Dumienko, rosyjski oficer kawalerii (ur. 1888)
  - Stefan Gębarski, polski nauczyciel, pisarz, redaktor, tłumacz literatury francuskiej (ur. 1864)
  - William Dean Howells, amerykański pisarz, krytyk literacki (ur. 1837)
- 1921 – Stefan Stec, polski major pilot inżynier (ur. 1889)
- 1922 – Edward Listowski, polski wojskowy w służbie rosyjskiej, samorządowiec, prezydent Grodna (ur. 1861)
- 1925 – Carlo Emery, włoski entomolog, myrmekolog (ur. 1848)
- 1927 – Juan Gris, hiszpański malarz (ur. 1887)
- 1928 – Ulrich Neckel, niemiecki pilot wojskowy, as myśliwski (ur. 1898)
- 1929:
  - Jozef Murgaš, słowacki duchowny katolicki, wynalazca w dziedzinie telegrafii bezprzewodowej i radiokomunikacji (ur. 1864)
  - Leopold Zarzecki, polski działacz narodowy (ur. 1855)
- 1930 – Tadeusz Bobrowski, polski generał brygady, inżynier mechanik (ur. 1873)
- 1931 – Jerzy Wieniawa-Długoszowski, polski major pilot (ur. 1898)
- 1933 – Jakub Arct, polski generał brygady, lekarz (ur. 1865)
- 1934 – Blaise Diagne, senegalski polityk (ur. 1872)
- 1935:
  - Fernand Ponscarme, francuski kolarz torowy (ur. 1876)
  - Edward Herbert Thompson, amerykański archeolog i dyplomata (ur. 1856)
- 1936 – Maria Rosa Ferron, kanadyjska mistyczka, stygmatyczka (ur. 1902)
- 1937:
  - Afonso Costa, portugalski prawnik, polityk, premier Portugalii (ur. 1871)
  - Ellen Hansell, amerykańska tenisistka (ur. 1869)
- 1938:
  - Władysław Kwapiszewski, polski architekt (ur. 1882)
  - George Lyon, kanadyjski golfista (ur. 1858)
  - Kazimierz Wóycicki, polski historyk i teoretyk literatury, wykładowca akademicki (ur. 1876)
- 1939:
  - Jewgienij Miller, rosyjski generał lejtnant, dyplomata (ur. 1867)
  - Polina Osipienko, radziecka major pilot (ur. 1907)
  - Anatolij Sierow, radziecki pilot wojskowy, as myśliwski (ur. 1910)
- 1940 – Julius von Hochenegg, austriacki chirurg (ur. 1859)
- 1941 – William McDonnell, amerykański strzelec sportowy (ur. 1876)
- 1942:
  - Sakutarō Hagiwara, japoński poeta, eseista, teoretyk literatury (ur. 1886)
  - Władimir Lwow, radziecki generał porucznik (ur. 1897)
- 1943:
  - Mikołaj Arciszewski, polski kapitan, agent wywiadu radzieckiego, dziennikarz, rysownik (ur. 1908)
  - Jarosław Baranowśkyj, ukraiński działacz nacjonalistyczny (ur. 1906)
- 1944:
  - Konstanty Abłamowicz, polski podpułkownik kawalerii (ur. 1884)
  - Marat Kaziej, radziecki partyzant (ur. 1929)
  - Leon Kozłowski, polski archeolog, wykładowca akademicki, polityk, poseł na Sejm i senator RP, minister reform rolnych, premier RP (ur. 1892)
  - Antoni Kucharczyk, polski poeta ludowy (ur. 1874)
  - Max Uhle, niemiecki archeolog (ur. 1856)
- 1945:
  - John Rogers Commons, amerykański ekonomista, socjolog, wykładowca akademicki (ur. 1862)
  - Maria Paschalis Jahn, niemiecka elżbietanka, czcigodna Służebnica Boża (ur. 1916)
  - Jonas Lie, norweski funkcjonariusz policji, szef norweskiego SS, polityk (ur. 1899)
  - Stasia Napierkowska, francuska tancerka, aktorka pochodzenia polskiego (ur. 1891)
- 1947:
  - Frederic Goudy, amerykański drukarz, typograf, projektant krojów pisma (ur. 1865)
  - Serafin Koda, albański franciszkanin, męczennik, błogosławiony (ur. 1893)
  - Ture Rangström, szwedzki kompozytor (ur. 1884)
- 1949 – Ludwik Kasperczyk, polski franciszkanin, prowincjał (ur. 1885)
- 1950 – Royal Harwood Frost, amerykański astronom (ur. 1879)
- 1951 – Gracjan Fróg, polski kapitan broni pancernych, dowódca 3. Wileńskiej Brygady AK (ur. 1911)
- 1952:
  - Alessio Ascalesi, włoski duchowny katolicki, arcybiskup Neapolu, kardynał (ur. 1872)
  - Bertel Broman, fiński żeglarz sportowy (ur. 1889)
  - Adam Ratyniec, polski starszy sierżant, żołnierz AK i WiN (ur. 1926)
- 1953 – Hassan Konopacki, białoruski, rosyjski i polski wojskowy, polityk i dziennikarz narodowości tatarskiej (ur. 1879)
- 1954:
  - Sait Faik Abasıyanık, turecki pisarz, dziennikarz (ur. 1906)
  - Lilian Fowler, australijska polityk (ur. 1886)
- 1955 – Jerzy Kossak, polski malarz (ur. 1886)
- 1956 – Walter Sydney Adams, amerykański astronom (ur. 1876)
- 1957 – Povilas Žadeikis, litewski wojskowy, polityk, dyplomata (ur. 1887)
- 1960 – John D. Rockefeller Jr., amerykański milioner, filantrop (ur. 1874)
- 1962 – Hans Luther, niemiecki dyplomata, polityk, kanclerz Niemiec (ur. 1879)
- 1963:
  - Herbert Spencer Gasser, amerykański fizjolog, laureat Nagrody Nobla (ur. 1888)
  - Wilbur Lamoreaux, amerykański żużlowiec (ur. 1907)
  - José Luis Pérez, meksykański zapaśnik (ur. 1925)
- 1966 – Henry S. Caulfield, amerykański prawnik, polityk (ur. 1873)
- 1968 – Robert Burks, amerykański operator filmowy (ur. 1909)
- 1969:
  - Eduard Dubinski, ukraiński piłkarz (ur. 1935)
  - Harry Charles Luke, brytyjski dyplomata, polityk (ur. 1884)
  - José Ramos, argentyński piłkarz, trener (ur. 1918)
- 1970 – Johnny Hodges, amerykański saksofonista jazzowy (ur. 1906)
- 1971:
  - Ladislav Herényi, słowacki nauczyciel, speleolog (ur. 1923)
  - Seán Lemass, irlandzki polityk, premier Irlandii (ur. 1899)
  - Piotr Sokołow, rosyjski piłkarz, kolaborant, agent wywiadów brytyjskiego, fińskiego i niemieckiego, emigracyjny publicysta i działacz wojskowo-polityczny (ur. 1891)
  - Rafał Wojaczek, polski poeta, prozaik (ur. 1945)
- 1972:
  - Jewgienij Iwanow, rosyjski generał major (ur. 1891)
  - Emile Victor Rieu, brytyjski literaturoznawca, tłumacz (ur. 1887)
  - Yi Pom-sok, południowokoreański polityk, premier Korei Południowej (ur. 1900)
- 1973:
  - Lex Barker, amerykański aktor (ur. 1919)
  - Grigorij Kozincew, rosyjski reżyser filmowy (ur. 1905)
- 1976:
  - Alvar Aalto, fiński architekt (ur. 1898)
  - Łucja Bałzukiewicz, polska malarka (ur. 1887)
  - Sierafima Birman, rosyjska aktorka, reżyserka filmowa i teatralna (ur. 1890)
  - Alfons Pinno, polski architekt, działacz społeczny, pedagog (ur. 1891)
- 1977:
  - Wiktor Masłow, rosyjski piłkarz, trener (ur. 1910)
  - Juliusz Sakowski, polski dyplomata, emigracyjny wydawca, felietonista i eseista (ur. 1905)
- 1978 – Kazimierz Kobylański, polski inżynier mechanik, przedsiębiorca, menedżer, polityk (ur. 1892)
- 1979 – Stanisław Żółtowski, polski polityk, wiceprezydent Torunia (ur. 1888)
- 1980:
  - Kaarlo Mäkinen, fiński zapaśnik (ur. 1892)
  - Przemysław Ogrodziński, polski polityk, poseł do KRN, dyplomata (ur. 1918)
  - Dyre Vaa, norweski rzeźbiarz, malarz (ur. 1903)
- 1981:
  - Odd Hassel, norweski chemik, fizykochemik, krystalograf, laureat Nagrody Nobla (ur. 1897)
  - Jan Koecher, polski aktor, reżyser teatralny i filmowy (ur. 1908)
  - Leszek Lernell, polski prawnik, wykładowca akademicki pochodzenia żydowskiego (ur. 1906)
  - Bob Marley, jamajski muzyk i wokalista reggae (ur. 1945)
- 1982 – Arend Schoemaker, holenderski piłkarz (ur. 1911)
- 1983:
  - Wacław Radulski, polski reżyser teatralny i radiowy, pedagog (ur. 1904)
  - Benedykt Zientara, polski historyk, mediewista, wykładowca akademicki (ur. 1928)
  - Jewgienij Żurawlow, radziecki generał porucznik (ur. 1896)
- 1984 – Toni Turek, niemiecki piłkarz, bramkarz (ur. 1919)
- 1985:
  - Chester Gould, amerykański autor komiksów (ur. 1900)
  - Paweł Niemiec, polski major pilot (ur. 1913)
- 1986:
  - Wiktor Kibenok, radziecki strażak, porucznik służby wewnętrznej (ur. 1963)
  - Władysława Obidoska, polska polityk, poseł na Sejm PRL (ur. 1932)
  - Władimir Prawik, radziecki strażak, pułkownik KGB (ur. 1962)
- 1988:
  - Danuta Kmieć, polska siatkarka (ur. 1934)
  - Kim Philby, brytyjski pracownik służb specjalnych, agent radziecki (ur. 1912)
  - Edmund Sobkowiak, polski bokser, uczestnik powstania warszawskiego (ur. 1914)
- 1989:
  - Lew Wołodarski, radziecki polityk (ur. 1911)
  - Tomasz Zan, polski inżynier rolnik, major, działacz konspiracyjny, żołnierz AK (ur. 1902)
- 1990:
  - Wieniedikt Jerofiejew, rosyjski prozaik, dramaturg (ur. 1938)
  - Harry Whittle, brytyjski lekkoatleta, płotkarz i skoczek w dal (ur. 1922)
- 1991:
  - Władimir Krużkow, radziecki polityk (ur. 1905)
  - Zbigniew Kuchowicz, polski historyk, wykładowca akademicki (ur. 1927)
  - Mieczysław Tarnowski, polski górnik, związkowiec, polityk, senator RP (ur. 1945)
- 1992 – Aleksiej Litowczenko, radziecki metalurg, polityk (ur. 1938)
- 1993 – Torsten Ullman, szwedzki strzelec sportowy (ur. 1908)
- 1994 – Nikołaj Fiodorow, rosyjski twórca filmów animowanych (ur. 1914)
- 1995:
  - Tadeusz Ładogórski, polski historyk, demograf (ur. 1905)
  - Mieczysław Pazdur, polski geolog, geofizyk, fizyk (ur. 1946)
- 1996:
  - Nnamdi Azikiwe, nigeryjski dziennikarz, polityk, prezydent Nigerii (ur. 1904)
  - Scott Fischer, amerykański himalaista, alpinista (ur. 1955)
  - Rob Hall, nowozelandzki himalaista (ur. 1961)
  - Øivind Johannessen, norweski piłkarz, bramkarz, trener (ur. 1924)
  - Ademir Marques de Menezes, brazylijski piłkarz (ur. 1922)
- 1997:
  - Witold Friedensberg, polski pułkownik, chirurg (ur. 1925)
  - Markus Gähler, szwajcarski skoczek narciarski (ur. 1966)
- 1998 – Wanda Kledzik, polska polityk, poseł na Sejm PRL (ur. 1946)
- 1999:
  - Hans-Michael Baumgartner, niemiecki filozof (ur. 1933)
  - Werner Fuchs, niemiecki piłkarz, trener (ur. 1948)
  - Artur Gałązka, polski immunolog, epidemiolog, wakcynolog (ur. 1933)
- 2000 – Paula Wessely, austriacka aktorka (ur. 1907)
- 2001 – Douglas Adams, brytyjski pisarz science fiction, scenarzysta filmowy, dziennikarz (ur. 1952)
- 2002:
  - Joseph Bonanno, włosko-amerykański gangster (ur. 1905)
  - Jerzy Tabeau, polski kardiolog (ur. 1918)
- 2003 – Noel Redding, brytyjski gitarzysta basowy, członek zespołu The Jimi Hendrix Experience (ur. 1945)
- 2004:
  - Mick Doyle, irlandzki rugbysta, trener (ur. 1941)
  - Ku Sang, koreański poeta (ur. 1919)
  - Abd-or-Reza Pahlawi, irański książę (ur. 1924)
- 2005:
  - Oskar Hansen, polski architekt, rzeźbiarz, malarz, pedagog pochodzenia fińskiego (ur. 1922)
  - Ignas Pikturna, litewski pisarz, publicysta (ur. 1924)
- 2006 – Floyd Patterson, amerykański bokser (ur. 1935)
- 2007:
  - Jerzy Olczak, polski archeolog (ur. 1929)
  - Walentin Pszenicyn, rosyjski biathlonista (ur. 1936)
  - Malietoa Tanumafili II, król Samoa (ur. 1913)
- 2008:
  - Dottie Rambo, amerykańska wokalistka, autorka tekstów, członkini zespołu The Rambos (ur. 1934)
  - John Rutsey, kanadyjski perkusista, założyciel zespołu Rush (ur. 1953)
- 2010:
  - Janina Frentzel-Zagórska, polska socjolog (ur. 1931)
  - Maciej Kozłowski, polski aktor (ur. 1957)
- 2011:
  - Paweł Cieślar, polski polityk, dyplomata (ur. 1930)
  - Maurice Goldhaber, amerykański fizyk pochodzenia żydowskiego (ur. 1911)
  - Jerzy Lewandowski, polski prawnik, wykładowca akademicki (ur. 1926)
  - Robert Traylor, amerykański koszykarz (ur. 1977)
- 2012 – Dorothea Hochleitner, austriacka narciarka alpejska (ur. 1925)
- 2013:
  - Emmanuelle Claret, francuska biathlonistka (ur. 1968)
  - Zdeněk Škarvada, czeski generał lotnictwa (ur. 1917)
- 2014:
  - Camille Lepage, francuska fotoreporterka (ur. 1988)
  - Margareta Pogonat, rumuńska aktorka (ur. 1933)
  - Stefan Włudyka, polski generał brygady (ur. 1938)
- 2015:
  - Ryszard Boguwolski, polski archeolog, muzealnik (ur. 1942)
  - Jef Geeraerts, belgijski pisarz (ur. 1930)
  - Roman Huszczo, polski reżyser filmów animowanych (ur. 1930)
  - Kolouei O’Brien, polityk z Tokelau, szef rządu (ur. 1939)
- 2017:
  - Clelio Darida, włoski prawnik, samorządowiec, polityk, wielokrotny minister, burmistrz Rzymu (ur. 1927)
  - Andrzej Grzmociński, polski aktor-lalkarz (ur. 1932)
  - Helga Haller von Hallerstein, niemiecka polityk (ur. 1937)
- 2018:
  - Gérard Genette, francuski teoretyk literatury (ur. 1930)
  - Bengt Nilsson, szwedzki lekkoatleta, skoczek wzwyż (ur. 1934)
  - José Francisco Oliveros, filipiński duchowny katolicki, biskup Malolos (ur. 1946)
- 2019:
  - Gianni De Michelis, włoski polityk (ur. 1940)
  - Peggy Lipton, amerykańska aktorka (ur. 1946)
  - Pua Magasiva, nowozelandzki aktor (ur. 1980)
- 2020:
  - Janusz Dorobisz, polski historyk, wykładowca akademicki (ur. 1956)
  - Hutton Gibson, amerykański pisarz (ur. 1918)
  - Petr Nemšovský, czeski lekkoatleta, trójskoczek i skoczek w dal (ur. 1943)
  - Roland Povinelli, francuski polityk (ur. 1941)
  - Jerry Stiller, amerykański aktor, komik (ur. 1927)
- 2021:
  - Vahur Afanasjev, estoński poeta, prozaik (ur. 1979)
  - Teofil Czerwiński, polski siatkarz, trener (ur. 1927)
  - K.R. Gowri Amma, indyjska polityk komunistyczna (ur. 1919)
  - Norman Lloyd, amerykański aktor, reżyser i producent filmowy i telewizyjny (ur. 1914)
  - Leszek Miszczyk, polski onkolog, profesor nauk medycznych (ur. 1965)
  - Lester L. Wolff, amerykański polityk (ur. 1919)
- 2022:
  - William Bennett, brytyjski flecista (ur. 1936)
  - Jeroen Brouwers, holenderski dziennikarz, pisarz (ur. 1940)
  - Henk Groot, holenderski piłkarz (ur. 1938)
  - Maryna Miklaszewska, polska bohemistka, dziennikarka, pisarka, działaczka opozycji antykomunistycznej (ur. 1947)
- 2023:
  - András Adorján, węgierski szachista (ur. 1950)
  - Kenneth Anger, amerykański aktor, reżyser i scenarzysta filmowy (ur. 1927)
  - Ana Paula Borgo, brazylijska siatkarka (ur. 1993)
  - Kyrillos Kamal William Samaan, egipski duchowny katolicki obrządku koptyjskiego, biskup Asjutu (ur. 1946)
- 2024:
  - Susan Backlinie, amerykańska aktorka, kaskaderka (ur. 1946)
  - Juan María Traverso, argentyński kierowca wyścigowy i rajdowy (ur. 1950)
- 2025:
  - Robert Benton, amerykański reżyser i scenarzysta filmowy (ur. 1932)
  - Jacek Gaworski, polski florecista (ur. 1967)
  - Wiktor Gieraszczenko, rosyjski ekonomista, polityk, prezes Banku Centralnego Federacji Rosyjskiej (ur. 1937)
  - Janusz Mielczarek, polski fotograf (ur. 1936)
  - Larry Miller, amerykański koszykarz (ur. 1946)
  - Paddy O’Toole, irlandzki nauczyciel, polityk, minister obrony (ur. 1938)